# 12 mai 1950
Le vendredi 12 mai 1950 est le 132e jour de l'année 1950.

## Naissances
- Bruce Boxleitner, acteur américain
- Dieter Borst, peintre allemand
- Gabriel Byrne, acteur, écrivain et cinéaste irlandais
- George Tuccaro, personnalité politique canadienne
- Helena Kennedy, femme politique britannique, baronne Kennedy de The Shaws
- Jacques Leblanc, journaliste français
- Louise Portal, chanteuse, comédienne, romancière er auteur d'ouvrages pour la jeunesse canadienne
- Pauline Lapointe (morte le 30 août 2010), actrice canadienne
- Renate Stecher, athlète allemande spécialiste du 100 et du 200 mètres
- Viktor Ivanov, homme politique russe

## Décès
- Anna Weert (née le 27 mai 1867), peintre belge (1867–1950)
- Charles Kemper (né le 6 septembre 1900), acteur américain
- Corrado Racca (né le 14 novembre 1889), acteur italien
- Henry Gascoyne Maurice (né le 24 mai 1874), scientifique britannique
- Hugh Basil Christian (né en 1871), botaniste
- Wilhelm von Drigalski (né le 21 juin 1871), bactériologiste et hygiéniste allemand

## Événements
- Arrestation du chef du Parti communiste des États-Unis.